# Kanonensong
Der Kanonensong ist ein Lied aus dem ersten Akt der im Jahre 1928 uraufgeführten Dreigroschenoper. Der Text stammt von Bertolt Brecht, die Musik komponierte Kurt Weill. Uraufgeführt wurde der Song am 31. August 1928 im Berliner Theater am Schiffbauerdamm und ist seitdem in zahlreichen Versionen auch heute noch Bestandteil des klassischen modernen Konzertrepertoires. Kurt Weill veröffentlichte das überaus erfolgreiche Lied 1928 auch als Instrumentalstück in seiner Kleinen Dreigroschenmusik für Blasmusikensemble, Schlagzeug, Banjo und Klavier, einer Suite, die aus den bekannten Songs der Dreigroschenoper besteht. In der Zeit des Nationalsozialismus waren die Oper, die Verfilmung und die Musik Kurt Weills verboten.

## Textgeschichte
Der Text der drei Strophen erschien zuerst 1926 in der Taschenpostille, der Vorläuferin von Bertolt Brechts Hauspostille, unter dem Titel Lied der drei Soldaten; dort fehlte noch der Refrain. Brecht übernahm ihn kaum verändert in die Hauspostille selbst. Auch der Text des Refrains lag bereits vor der Dreigroschenoper vor, und zwar schon unter dem Titel Kanonensong (ohne Strophen), er ist im Songverzeichnis zur Berliner Erstaufführung von Mann ist Mann 1927 abgedruckt. Die Personennamen im Text passte Brecht jeweils an die Figuren der Theaterstücke an. Eine Vorstudie des Stücks hat Brecht mit einigen Notenkürzeln versehen, die Weill aber offenkundig nicht aufgegriffen hat.

## Musikalischer Aufbau
Für den Kanonensong hat Kurt Weill in Klavierauszug und Partitur  der Dreigroschenoper Foxtrott-Tempo angegeben, in der Einzelausgabe für Klavier und Gesang Charleston-Tempo. Der Charleston war ein in den 1920er Jahren weit verbreiteter populärer Modetanz. Als Metronomwert gibt Weill im ersten Fall (Foxtrott)  = 92 an, es sind also 92 halbe Noten in der Minute zu spielen, ein recht schnelles Tempo, im zweiten Fall (Charleston)  = 88, also geringfügig langsamer. Das Stück ist im 4/4-Takt notiert und dauert etwa zweieinhalb Minuten. Im Kanonensong gibt es keine durchgehende eindeutige Tonart, dafür aber unvollständige Akkorde, teilweise ohne Intervalle wie Quinte oder Terz.

## Text und Interpretationen
Bertolt Brechts Text besteht aus drei Strophen, nach denen jeweils der Refrain, Soldaten wohnen auf den Kanonen..., gesungen wird. Geschrieben ist er für zwei Stimmen, Macheath genannt Mackie Messer und Tiger Brown als oberster Polizeichef von London, zwei Figuren aus der Dreigroschenoper, die den Song abwechselnd und im Duett darbieten. 
Angeregt wurde Brecht von Rudyard Kiplings Ballade Screw-Guns, benannt nach dem Gebirgsgeschütz der britisch-indischen Truppen im ausgehenden 19. Jahrhundert. Kiplings Gedicht ist aus der Sicht eines Soldaten der Besatzung verfasst. Tabakrauch, Morgennebel und Kameraderie mit stark indischem Akzent machen die atmosphärisch dichte Beschreibung aus.
In dem Lied Brechts erinnern sich die beiden Gegenspieler an ihre gemeinsame Militärzeit. In den Aufführungen in Berlin sangen Harald Paulsen in der Rolle des Macheath und Kurt Gerron als Polizeichef Tiger Brown den Kanonensong.  
In zahlreichen Instrumentierungen und Arrangements wird der Kanonensong seit 1928 gespielt. In der Uraufführung 1928 und den weiteren Aufführungen bis 1933 intonierte ihn das Ensemble von Lewis Ruth unter der Leitung von Theo Mackeben; er brachte den bejubelten Durchbruch der Dreigroschenoper beim Publikum. Schon bald spielten Tanz- und Jazzensembles wie die Jazz Symphonians von Paul Godwin das erfolgreiche Stück nach, oder in neuerer Zeit unter anderem die Berliner Philharmoniker, das Ensemble Modern und die London Sinfonietta.
Zwischen 1946 und 1948 schrieb Brecht neue Texte für einige Songs der Dreigroschenoper, so 1946 einen neuen Kanonensong, den er hektographiert aus dem US-amerikanischen Exil nach Deutschland schickte. In der Ausgabe der Songs aus der Dreigroschenoper 1949 waren beide Texte hintereinander abgedruckt, im Druck der Stücke 1955 ging Brecht auf die Fassung des Erstdrucks der Dreigroschenoper von 1931 zurück. Der neue Kanonen-Song verortet das Geschehen im Dritten Reich „… Der Schmitt vom Rheine / Braucht die Ukraine, / Und Krause braucht Paris. / Wenn es nicht regnete, / Und man begegnete / Nicht fremdem Militäre, / Dem oder jenem Heere, / Dann kriegte Meier aus Berlin / Bulgarien gewiss.“ und im Zweiten Weltkrieg „… Schmitt, dem wurde die Wüste zu heiß / Und das Nordkap zu kalt dem Krause, / Aber das Böse ist: keiner mehr weiß, / Wie kommt man jetzt wieder nach Hause? …“ und blickt auf das zerstörte Deutschland und den beginnenden Kalten Krieg. So die dritte Strophe: „… Aber in dem zerstörten Berlin / Wird vom dritten Weltkrieg gesprochen. / Köln liegt in Scherben, / Hamburg im Sterben / Und Dresden liegt zerschellt. / Doch wenn Amerika / Sah diese Russen da, / Vielleicht, daß die sich krachten? / Dann gibts ein neues Schlachten, / Und Krause, wieder im grauen Fell, / Kriegt doch noch die Welt!“.